# Sibogita geometrica
Sibogita geometrica är en nässeldjursart som beskrevs av Maas 1905. Sibogita geometrica ingår i släktet Sibogita och familjen Bythotiaridae. Inga underarter finns listade i Catalogue of Life.